# Мульденгаммер
Мульденгаммер (нім. Muldenhammer) — громада в Німеччині, розташована в землі Саксонія. Входить до складу району Фогтланд.
Площа — 56,1 км2. Населення становить 3017 ос. (станом на 31 грудня 2020).